# 김동현 (1981년 6월)
김동현(한국 한자: 金東賢, 1981년 6월 7일 ~ )은 대한민국의 축구 선수이며, 포지션은 미드필더이다.